# 懒人行动主义
懒人行动主义（英語：Slacktivism，有时也被称作或者）是一个连词，由懒人和行动主义两个词拼接而成。 这个词通常被认为是一个贬义术语，用于描述那些“自我感觉良好”的举动。具体来说，是指人们在支持一个社会问题时很少做出实际行动，而做一些只是自尊感觉很满足的行为，并打心里认为他们已经为社会作出了贡献。 懒人行动主义可以被定义为“只有参与活动的当事人得到自我满足”的那些支持活动。懒人行动主义通常只需要人们付出极少的努力。这一词语鼓动人们用一些低成本的行动去代替实际行动，但这种想法已经受到批评。